# برایان ادواردز (بازیکن فوتبال، زاده ۱۹۳۰)
برایان ادواردز (انگلیسی: Bryan Edwards; ۲۷ اکتبر ۱۹۳۰ – ۲۱ ژوئن ۲۰۱۶) بازیکن فوتبال اهل بریتانیا بود.
از باشگاه‌هایی که در آن بازی کرده‌است می‌توان به باشگاه فوتبال بولتون واندررز اشاره کرد.